# مسابقه مرگ ۲۰۵۰
مسابقه مرگ ۲۰۵۰ (انگلیسی: Death Race 2050) یک فیلم اکشن آمریکایی در سبک طنز سیاسی که در سال ۲۰۱۷ به صورت ویدئویی منتشر شد. همچنین این فیلم دنباله‌ای بر فیلم مسابقه مرگ ۲۰۰۰ محصول ۱۹۷۵ می‌باشد.

## خلاصه داستان
در سال ۲۰۵۰ که جمعیت مردم بسیار زیاد شده، دولت برای کنترل جمعیت مسابقه‌ای را با عنوان «مسابقه مرگ» طراحی کرده‌است. این رقابت سالانه در سراسر کشور برگزار شده و تنها راه جمع‌آوری امتیاز در آن این است که شرکت‌کننده با وسیلهٔ نقلیه خود دیگران را به کام مرگ بکشاند…

## تولید
فیلمبرداری اصلی در ۸ فوریه ۲۰۱۶ در لیما، پرو آغاز شد.

## بازخوردها
از ژوئن ۲۰۲۰، این فیلم بر اساس هشت نقد با میانگین امتیاز ۶٫۸ از ۱۰، در راتن تومیتوز دارای ۸۸٪ محبوبیت است.